# Vilmos Zsombori
Vilmos Zsombori (n. 25 august 1950) este un fost senator român, în legislatura 2004-2008, după demisia senatorului Csaba Sógor pe data de 3 decembrie 2007.